# Requiem (Starz)
Requiem è un album raccolta degli Starz, pubblicato nel 1992 per l'etichetta discografica Drastic Records.

## Il disco
Durante gli anni ottanta, dopo i riscontri deludenti con gli Hellcats, il chitarrista Richie Ranno riprese i contatti con Michael Lee Smith per incidere del nuovo materiale degli Starz, chiamando in causa l'ex chitarrista degli Starz Brenden Harkin e l'ex batterista degli Hellcats Doug Madick. Dopo aver registrato 5 nuove tracce che vennero offerte alla Metal Blade Records, il gruppo chiese alla label se poteva ottenere del denaro per completare le registrazioni ed incidere altri 5 brani per un eventuale nuovo disco in studio degli Starz. Tuttavia, il titolare dell'etichetta Brian Slagel non si fece più sentire e i 5 brani già composti verranno poi racchiusi in questa raccolta nella prima parte del disco. L'album raccoglie altro materiale, tra cui il brano "Texas", inciso con la formazione originale composta da Lee Smith, Ranno, Harkin, Sweval e Dube, che in origine era apparso nel B side di due singoli degli Starz. In aggiunta sono contenuti 3 brani live registrati il 30 marzo 1978 a Louisville, ovvero "Nightcrawler", "Fallen Angel" e "Hold On The Night" (tratti dal live album Live in Louisville, Live In Action e Live In America). Il disco contiene anche dei brani incisi da altri progetti di Richie Ranno: "Can't Take It No More", fu registrata dagli Hellcats, la band di Ranno degli anni 80 con l'ultima formazione del 1985 composta da Ranno (chitarra), Peter Scance (basso), Eric Ferro (batteria) e Perry Jones (voce), mentre "I Ain't No Einstein" è suonata dalla band MC Square, "Waitress" è invece un brano tratto dall'EP solista di Richie Ranno.

## Tracce
1. Vidi O.D. (Ranno, Smith)
2. Love & Pain (Ranno, Smith)
3. You Called His Name (Ranno, Smith)
4. Rough & Ready (Ranno, Smith)
5. Backstreet Survivor (Ranno, Smith)
6. Texas (Starz)
7. Nightcrawler [live '78] (Ranno, Smith, Harkin)
8. Fallen Angel [live '78] (Starz)
9. Hold On The Night [live '78] (Starz)
10. Can't Take It No More (Ranno, Jones) [Hellcats]
11. Waitress (Ranno, Scance, Dube)
12. Fannin' the Fire (Ranno)
13. I Ain't No Einstein [MC Square]

## Formazione
- Michael Lee Smith - voce
- Richie Ranno - chitarra
- Brenden Harkin - basso
- Doug Madick - batteria

### Altri componenti
- Peter Sweval - basso (nei brani 6, 7, 8, 9)
- Joe Dube - batteria (nei brani 6, 7, 8, 9)
- Peter Scance [Hellcats] - basso (nel brano 10)
- Eric Ferro [Hellcats] - batteria (nel brano 10)
- Perry Jones [Hellcats] - voce (nel brano 10)